# Patrick Vetter
Patrick Vetter (* 15. Juni 1987 in Memmingen) ist ein ehemaliger deutscher Eishockeytorwart. Vetter absolvierte ein DEL-Spiel für die Krefeld Pinguine.

## Karriere
Patrick Vetter begann seine Karriere als Eishockeytorwart in der Nachwuchsabteilung des ESV Kaufbeuren, in der er bis 2005 aktiv war. Anschließend spielte der Torwart fünf Jahre lang für den ECDC Memmingen sowie eine Spielzeit lang für den ESV Königsbrunn in der viertklassigen Bayerischen Eishockey-Liga. Zur Saison 2011/12 wechselte er zu den Krefeld Pinguinen aus der Deutschen Eishockey Liga. Für deren Profimannschaft gab er am 20. November 2011 bei der 2:10-Niederlage gegen die Grizzly Adams Wolfsburg sein DEL-Debüt. In der Saison 2012/13 stand er ebenfalls im DEL-Aufgebot der Krefeld Pinguine, während er parallel für den Krefelder EV 1981 in der drittklassigen Eishockey-Oberliga auflief.
Zwischen 2013 und 2016 stand er beim EHC Waldkraiburg in der Eishockey-Bayernliga unter Vertrag, mit dem er 2016 die Bayerische Meisterschaft gewann und sich für die Oberliga Süd qualifizierte.  Anschließend spielte er zwei Jahre bei den EHF Passau Black Hawks, ehe er 2018 seine Karriere beendete. Anschließend wurde er Torwarttrainer bei den Kunlun Red Star Juniors.